# Tribunal Superior Eleitoral
O Tribunal Superior Eleitoral (TSE) é a instância jurídica máxima da Justiça Eleitoral brasileira, tendo jurisdição nacional. As demais instâncias são representadas nos momentos de eleição pelos Tribunais Regionais Eleitorais (TRE), juízes eleitorais e juntas eleitorais espalhados pelo Brasil. O TSE exerce ação conjunta com os TREs, que são os responsáveis diretos pela administração do processo eleitoral nos estados e nos municípios.
A existência e a regulamentação do TSE está determinada nos artigos 118 a 121 da Constituição Federal de 1988, que estabelece ser de competência privativa da União legislar sobre Direito Eleitoral e, ainda, que: "Art. 121. Lei complementar disporá sobre a organização e competência dos tribunais, dos juízes de direito e das juntas eleitorais". Como tal lei complementar ainda não foi instituída, as principais leis que regem o Direito Eleitoral são: o Código Eleitoral de 1965; a Lei 9.504, de 1997; a Lei dos Partidos Políticos, de 1995; a Lei 12.034 de 2009; e as periódicas resoluções normativas do TSE, que regulam as eleições com força de lei.
Estas normas, em especial o Código Eleitoral de 1965, concedem poderes ao TSE característicos do Poder Executivo e do Poder Legislativo. Assim, o Tribunal Superior Eleitoral é o único órgão integrante da justiça brasileira que detém funções administrativas e normativas que extrapolam seu âmbito jurisdicional. Por conter a palavra “tribunal” em seu nome, é chamado de "Justiça Eleitoral", mas exerce e é, de fato, o verdadeiro administrador eleitoral, pelo feito de assumir toda administração executiva, gerencial, operacional e boa parte da normatização do processo eleitoral.

## História
A história do Tribunal Superior Eleitoral confunde-se com a história da Justiça Eleitoral do Brasil, tendo seu precursor, o Tribunal Superior de Justiça Eleitoral, sido criado em meio às consequências da Revolução de 1930, que, entre outros fatores, foi motivada pela falta de transparência do sistema eleitoral brasileiro durante a República Velha. Efetivamente, ambos o Tribunal e a Justiça Eleitoral foram criados, em 24 de fevereiro de 1932, simultaneamente pelo Código Eleitoral de 1932, que regulava, em seu primeiro capítulo, a composição e as atribuições do Tribunal Superior. Dois anos depois, a Constituição de 1934 elevou a Justiça Eleitoral a patamar constitucional, reafirmando a integração do TSJE ao Poder Judiciário. A Constituição do Estado Novo, contudo, também outorgada por Getúlio Vargas, extinguiu a recentemente criada Justiça Eleitoral, atribuindo à União competência privativa para julgar matéria eleitoral. O instituto de um tribunal superior para a Justiça Eleitoral, contudo, foi recuperado com o Código Eleitoral de 1945, e consagrado com a Constituição de 1946, sendo reafirmado em todas as constituições posteriores.

## Sede
Em 1960, em virtude da mudança da capital brasileira, o tribunal foi instalado em Brasília, na Esplanada dos Ministérios. Em 1971, a sede foi transferida para a Praça dos Tribunais Superiores.
O prédio da nova sede do Tribunal Superior Eleitoral é um projeto de Oscar Niemeyer, cujo contrato com a administração da Corte foi assinado em 2005. Logo em seguida, no mesmo ano, foi colocada a pedra fundamental da construção, marcando o início efetivo da edificação. O prédio da sede destaca-se pela moderna arquitetura, pela sustentabilidade e também pela acessibilidade, mantidos pela rigorosa fiscalização dos ministros que presidiram o TSE entre 2005 e 2011.
Devido ao grande crescimento do eleitorado nos últimos 40 anos - de 30 milhões em 1971 para 136 milhões em 2011 – a antiga sede do TSE passou a não suportar a nova demanda por espaço e o órgão teve que dividir-se entre o edifício-sede e mais três outros anexos, o que prejudicava o deslocamento de processos e pessoas. O plenário da Corte, com apenas 63 lugares, já não comportava mais o público dos grandes julgamentos e cerimônias, tais como a diplomação do presidente da República.
Uma nova sede, inaugurada no dia 15 de dezembro de 2011, passou a reunir no mesmo espaço físico uma área de grande importância estratégica da Justiça Eleitoral: a informática, responsável pelo desenvolvimento e manutenção das urnas eletrônicas, que antes ficavam armazenadas em um depósito afastado do prédio do TSE.

## Composição
Por não ter um quadro próprio, o TSE é composto de, no mínimo, sete membros, entre eles três juízes escolhidos dentre os ministros do Supremo Tribunal Federal (STF), dois juízes dentre os ministros do Superior Tribunal de Justiça (STJ) e dois advogados, entre seis, de notável saber jurídico e idoneidade moral, indicados pelo STF e nomeados pelo presidente da República. Serão também eleitos substitutos em número igual por categoria. Não poderá haver parentes de candidatos de até quarto grau dentre os juízes escolhidos.
Cada um dos juízes deverá servir por um biênio (dois anos) ou, no máximo, dois biênios, exceto por motivo justificado. No entanto, esse tempo pode ser interrompido em determinados casos, tais como quando algum parente até o segundo grau (incluindo, por afinidade, sogro, cunhado, enteado, etc) concorrer em eleições dentro da área de jurisdição do juiz. Nesse caso o afastamento deverá ocorrer desde a data de homologação do nome do candidato pela convenção do partido até a apuração final. O mandato também pode ser interrompido a pedido do próprio ministro.
O seu presidente deve ser eleito dentre os três juízes do STF, cabendo a vice-presidência a algum dos outros dois. Para corregedor eleitoral deve ser eleito um dos dois juízes do STJ.
Para a escolha dos dois advogados deverá ser formada uma lista de seis nomes indicados pelo STF, da qual serão escolhidos três a serem apresentados ao presidente da República para apreciação e nomeação após a publicação e o prazo de impugnação. Desta lista não poderão constar nome de pessoa que possa ser demitida a qualquer instante dos quadros públicos, que seja diretor, proprietário ou sócio de empresa beneficiada com algum tipo de privilégio em virtude de contrato com a administração pública ou que esteja exercendo mandato de caráter político federal, estadual ou municipal.

### Composição atual da Corte

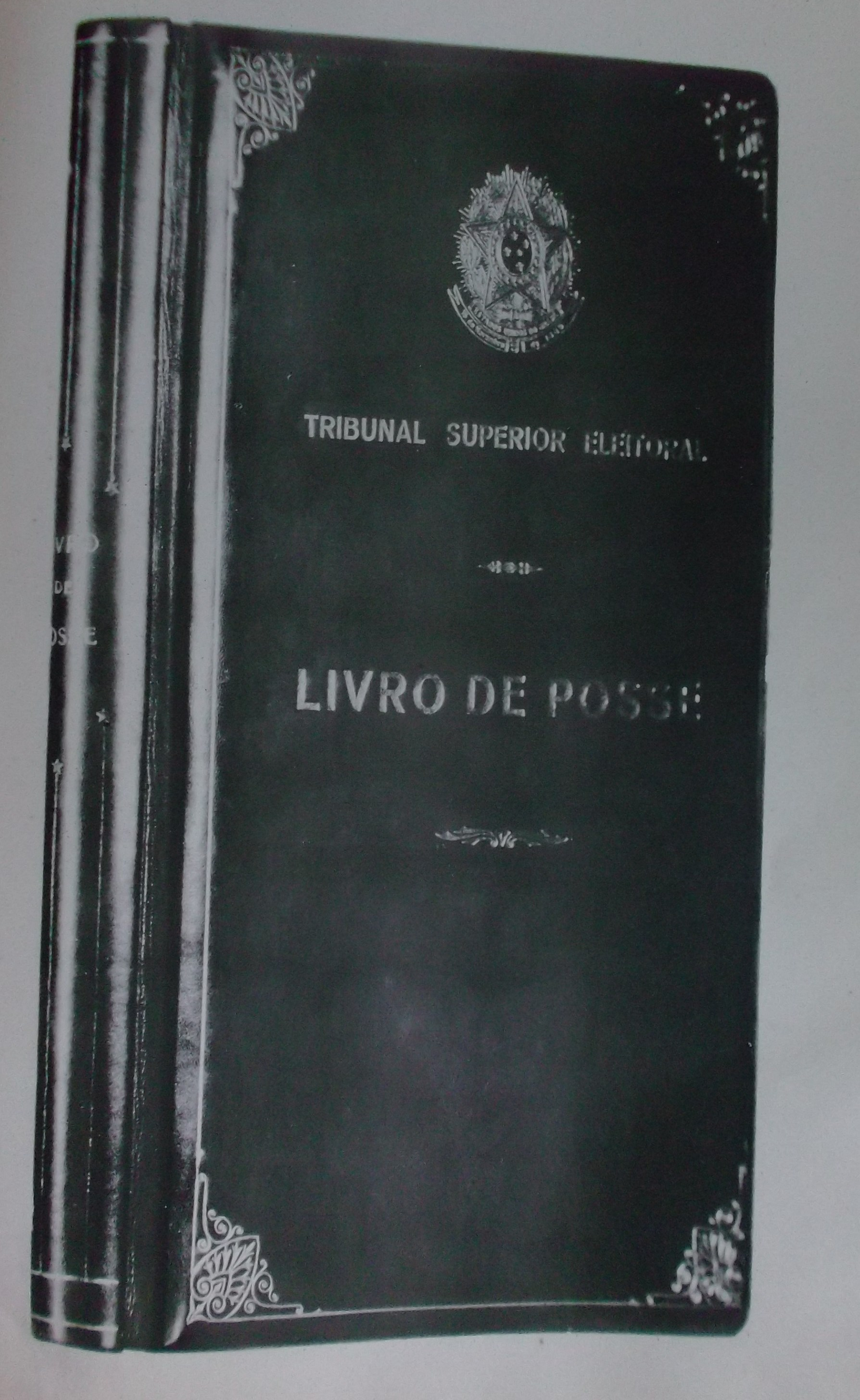
Livro de Posse utilizado pelo TSE na posse de Eurico Gaspar Dutra.

| Nome                             | Origem              | Função              |
| Ministros titulares              | Ministros titulares | Ministros titulares |
| -------------------------------- | ------------------- | ------------------- |
| Cármen Lúcia                     | STF                 | Presidente          |
| Nunes Marques                    | STF                 | Vice-presidente     |
| André Mendonça                   | STF                 |                     |
| Isabel Gallotti                  | STJ                 | Corregedora         |
| Antonio Carlos Ferreira          | STJ                 |                     |
| Floriano de Azevedo Marques Neto | Jurista             |                     |
| Estela Aranha                    | Jurista             |                     |
| Ministros substitutos            |                     |                     |
| Dias Toffoli                     | STF                 |                     |
| Gilmar Mendes                    | STF                 |                     |
| Cristiano Zanin                  | STF                 |                     |
| Villas Bôas Cueva                | STJ                 |                     |
| Sebastião Reis Júnior            | STJ                 |                     |
| Edilene Lobo                     | Jurista             |                     |
| Vera Lúcia Santana               | Jurista             |                     |

## Planejamento e gestão
O principal objetivo da gestão e do planejamento do TSE é atender às expectativas dos cidadãos brasileiros com relação aos serviços prestados pela Justiça Eleitoral.
O trabalho fundamenta-se inicialmente no planejamento, processo que mobiliza as pessoas e a instituição na construção de um futuro desejado, e continua com as boas práticas de gestão, que completam o ciclo de planejamento. Elas visam a integrar as diversas unidades organizacionais às diretrizes estratégicas do TSE, sensibilizando os servidores para a obtenção de melhores resultados em seus respectivos processos de trabalho.

### Contabilização de votos
A urna eletrônica é um microcomputador de uso específico para eleições, com as seguintes características: resistente, de pequenas dimensões, leve, com autonomia de energia e com recursos de segurança. Dois terminais compõem a urna eletrônica: o terminal do mesário, onde o eleitor é identificado e autorizado a votar (em alguns modelos de urna, onde é verificada a sua identidade por meio da biometria), e o terminal do eleitor, onde é registrado numericamente o voto.
O terminal do mesário possui um teclado numérico, onde é digitado o número do título de eleitor, e uma tela de cristal líquido, onde aparece o nome do eleitor, se ele pertence àquela seção eleitoral e se está apto a votar. Antes da habilitação, nas seções onde há identificação biométrica, o eleitor tem sua identidade validada pela urna. Desta forma, um eleitor não pode votar por outro.
A urna eletrônica somente grava a indicação de que o eleitor já votou. Pelo embaralho interno e outros mecanismos de segurança, não há nenhuma possibilidade de se verificar em quais candidatos um eleitor votou, em respeito à Constituição Federal brasileira, que determina o sigilo do voto. Três pequenos sinais visuais (LEDs) auxiliam o mesário, informando-o se o terminal está disponível para o eleitor, se já completou o voto e se a urna eletrônica está funcionando ligada à corrente elétrica ou à bateria interna.
Já o terminal do eleitor possui teclado numérico, usado para registrar o voto, e uma tela de cristal líquido, onde aparecem as mensagens que orientam o eleitor para o registro de seu voto.

### Nova implementação
Durante algumas eleições o TSE implementou a biometria, que agora é obrigatória em todas as eleições. Todo sistema biométrico é preparado para reconhecer, verificar ou identificar uma pessoa que foi previamente cadastrada. As biometrias mais implementadas, ou estudadas, incluem as impressões digitais, reconhecimento de face, íris, assinatura e até a geometria das mãos. Porém muitas outras modalidades estão em diferentes estágios de desenvolvimento e estudos. As impressões digitais, por exemplo, vêm sendo usadas por mais de um século, enquanto a íris é objeto de estudo há pouco mais de uma década. Não existe ainda uma modalidade biométrica que se aplique em todas as situações.
Regulamentado pelas resoluções TSE n° 23.335/2011 e 23.366/2011, o recadastramento biométrico está sendo realizado gradativamente pela Justiça Eleitoral em todo o país.

### CIEDDE
Em 12 de março de 2024, o TSE inaugurou o Centro Integrado de Enfrentamento à Desinformação e Defesa da Democracia (CIEDDE), a funcionar na sede do tribunal, com o objetivo de reunir várias e diferentes instituições "no combate à desinformação e às deep fakes" que porventura possam surgir durante o processo eleitoral e confundir a opinião pública, além de enfrentar discursos de ódio e de discriminação de caratér antidemocrático e garantir o regular uso da inteligência artificial durante eleições.
O logotipo escolhido para o CIEDDE é a esfera celeste e azul da bandeira do Brasil, com contornos amarelos, que remetem a um olho. 
O trabalho coordenado das instituições abrangerá órgãos públicos, como o TSE, os tribunais regionais eleitorais do país e a Anatel, bem como entidades privadas, em especial plataformas de redes sociais e serviços de mensageria privada, que cuidarão do seguimento das regras estabelecidas pelo plenário do TSE para propagandas eleitorais. O CIEDDE promoverá a troca rápida de informações entre suas instituições integrantes, com o fim de implementar ações preventivas e corretivas. 